# Dobsonia moluccensis
Dobsonia moluccensis é uma espécie de morcego da família Pteropodidae. Pode ser encontrada na Indonésia, Timor-leste, Papua-Nova Guiné e Austrália.